# 鄭忠
郑忠，楚汉战争时期汉王刘邦属下郎中。
前204年八月，刘邦领兵来到黄河岸边，向南驻扎在小修武，这时他得到韩信的兵马，想要与楚军再战。郑忠劝阻刘邦，让他在河内高筑营垒、深挖壕沟，不要与楚军交锋。刘邦于是派将军刘贾、卢绾率步兵两万、骑兵几百，渡白马津，协助彭越，烧毁楚粮草辎重。